# Comisario de Derechos Humanos
No confundir con la Oficina del Alto Comisionado de las Naciones Unidas para los Derechos Humanos.
El Comisario de Derechos Humanos es una institución independiente dentro del Consejo de Europa, situado en Estrasburgo, cuyo mandato es promover el respeto de los derechos humanos y aumentar la sensibilización en los Estados miembros. El actual comisario, Michael O'Flaherty, tomó posesión de su cargo el 1 de abril de 2024 y sucedió a Dunja Mijatović. 
Elegido por la Asamblea Parlamentaria del Consejo de Europa, el Comisario mantiene un diálogo permanente con los Estados miembros sobre cuestiones de derechos humanos. El Comisario realiza visitas a todos los Estados miembros para evaluar la situación de los derechos humanos y publica informes, opiniones y recomendaciones.
El Comisario también coopera con diversas organizaciones, incluida la Unión Europea y la Organización de las Naciones Unidas y sus agencias especializadas, así como las principales ONG de derechos humanos, universidades y think-tanks.

## Mandato
El mandato del Comisario se basa en la Resolución (99) 50 del Consejo de Europa, adoptada el 7 de mayo de 1999. Incluye los puntos siguientes:
- fomentar el cumplimiento efectivo de los derechos humanos y ayudar a los Estados miembros en la implementación de los estándares de derechos humanos del Consejo de Europa;
- promover la educación y la conciencia sobre los derechos humanos en los Estados miembros del Consejo de Europa;
- identificar posibles deficiencias en las leyes y prácticas relacionadas con los derechos humanos;
- facilitar las actividades de las estructuras nacionales de derechos humanos y otras estructuras de derechos humanos, incluidos ombudsman e instituciones nacionales; y
- proporcionar consejo e información relacionada con la protección de los derechos humanos en Europa.[2]

Los Estados miembros tienen la obligación de “facilitar al Comisario los contactos, incluyendo el viaje, en el contexto de su misión y proporcionar a tiempo la información que solicite el Comisario”. El Comisario debe actuar de manera “independiente e imparcial” y puede actuar “sobre cualquier información que sea relevante para sus funciones”.

## Elección
El Comisario es elegido por la Asamblea Parlamentaria del Consejo de Europa de una lista de tres candidatos. Los candidatos son propuestos por los Estados miembros y deben ser nacionales de los mismos. El Comisario es elegido “por un periodo no renovable de seis años”.
Conforme a la Resolución (99) 50:
“Los candidatos deben ser personas de reconocido prestigio con elevado valor moral y amplia experiencia en el ámbito de los derechos humanos, con manifiesta adhesión a los valores del Consejo de Europa y la autoridad personal necesaria para desempeñar de manera eficaz la misión del Comisario.”

## Lista de Comisarios de Derechos Humanos
| N°. | Comisario/a | Comisario/a        | País                 | Inicio                | Final               |
| --- | ----------- | ------------------ | -------------------- | --------------------- | ------------------- |
| 1°  |             | Álvaro Gil-Robles  | España               | 15 de octubre de 1999 | 31 de marzo de 2006 |
| 2°  |             | Thomas Hammarberg  | Suecia               | 1 de abril de 2006    | 31 de marzo de 2012 |
| 3°  |             | Nils Muižnieks     | Letonia              | 1 de abril de 2012    | 31 de marzo de 2018 |
| 4°  |             | Dunja Mijatović    | Bosnia y Herzegovina | 1 de abril de 2018    | 31 de marzo de 2024 |
| 5°  |             | Michael O'Flaherty | Irlanda              | 1 de abril de 2024    | actualidad          |